# Mycena overholtsii
Mycena overholtsii är en svampart som beskrevs av A.H. Sm. & Solheim 1953. Mycena overholtsii ingår i släktet Mycena och familjen Mycenaceae.   Inga underarter finns listade i Catalogue of Life.

## Källor

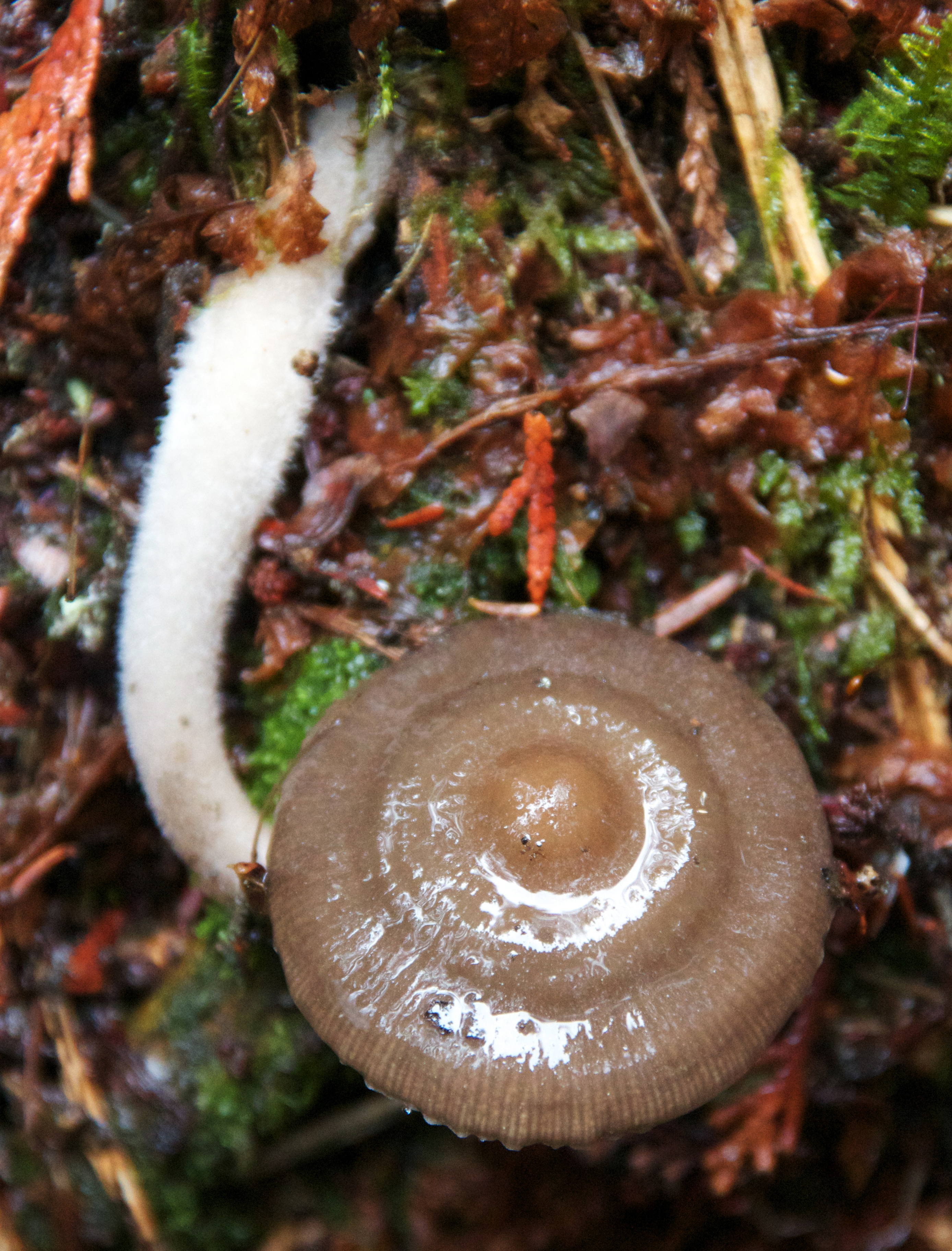
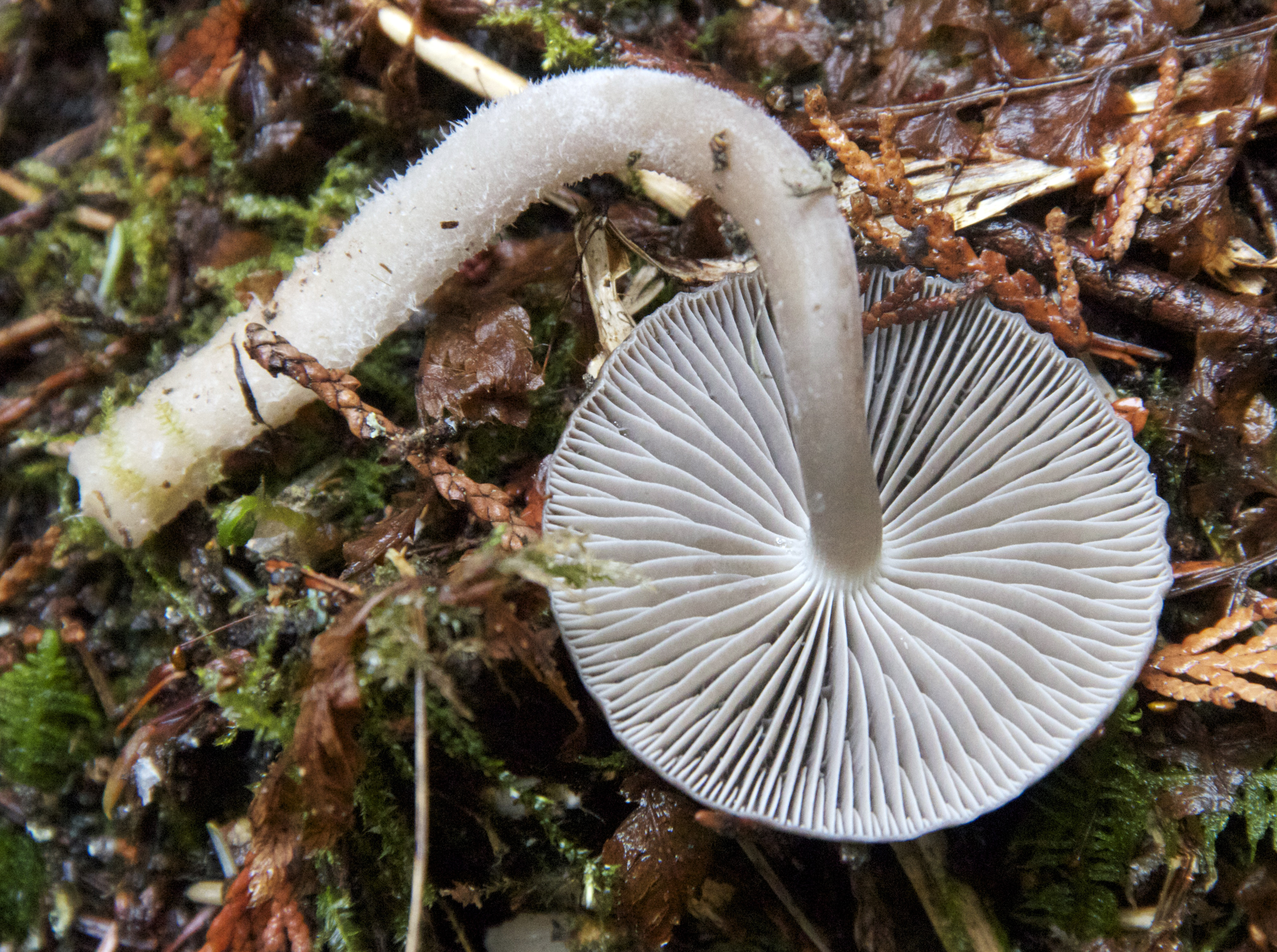
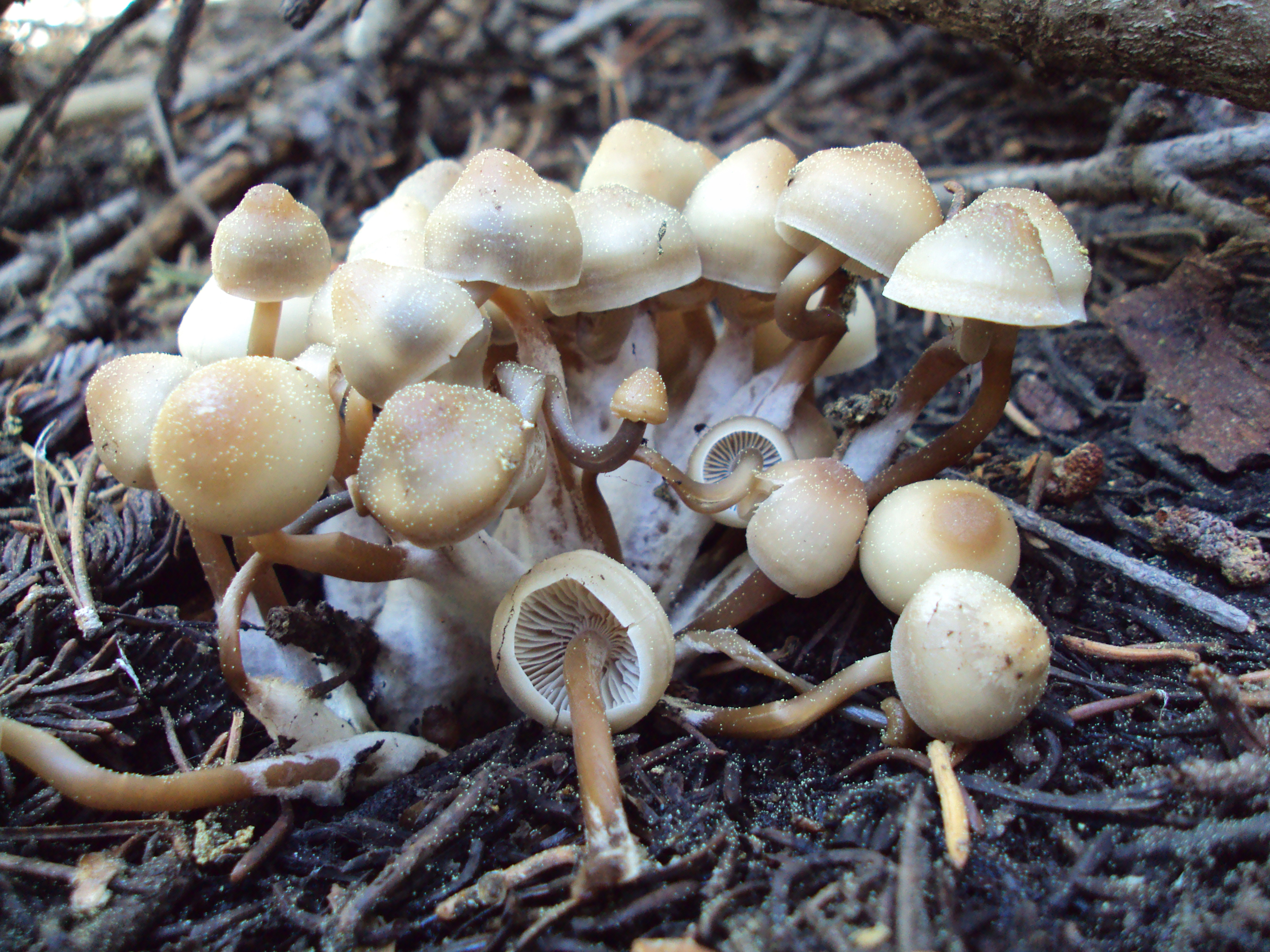
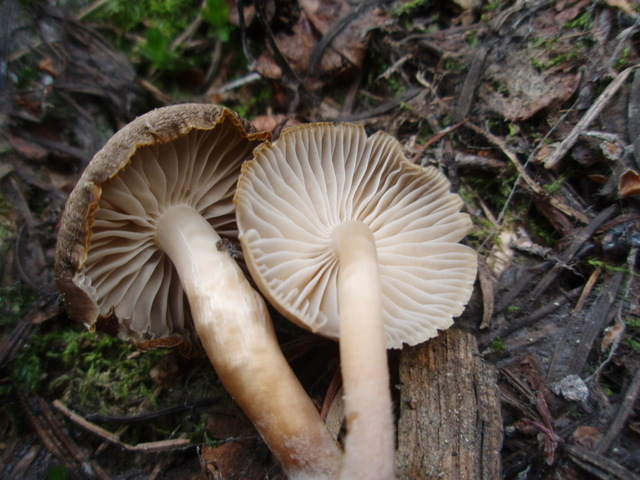
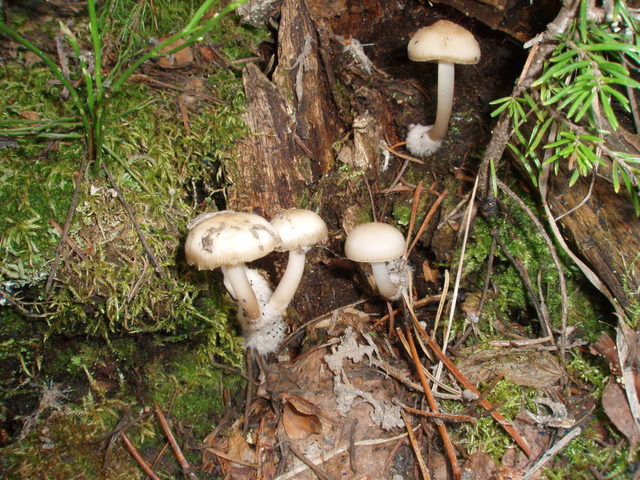